# (100067) 1992 EY26
(100067) 1992 EY26 es un asteroide perteneciente al cinturón de asteroides, descubierto el 2 de marzo de 1992 por el equipo del Uppsala-ESO Survey of Asteroids and Comets desde el Observatorio de La Silla, Chile.